# Liste der denkmalgeschützten Objekte in Marchtrenk
Die Liste der denkmalgeschützten Objekte in Marchtrenk enthält die 5 denkmalgeschützten, unbeweglichen Objekte der Gemeinde Marchtrenk in Oberösterreich (Bezirk Wels-Land).

## Denkmäler
| Foto |                 | Denkmal | Standort                                          | Beschreibung | Metadaten |
| ---- | --------------- | --- | ------------------------------------------------- | --- | --- |
| ja   | Datei hochladen | Wasserturm HERIS-ID: 95151 Objekt-ID: 110420                                                                  | neben Wasserturmstraße 16 Standort KG: Marchtrenk | Der Wasserturm in Marchtrenk wurde 1915 innerhalb eines Kriegsgefangenenlagers errichtet. Der 24 Meter hohe Betonbau mit zylindrischem Aufsatz auf polygonalem Unterbau besitzt ein Pumpwerk und im Inneren über einen Schauraum mit einem „Eisernen Wehrtisch“, der von Kriegsgefangenen hergestellt wurde. | BDA-Hist.: Q37765704 Status: § 2a Stand der BDA-Liste: 2025-06-30 Name: Wasserturm GstNr.: 410/4                                                                |
| ja   | Datei hochladen | Friedhofskirche (ehem. Pfarrkirche) hl. Stephanus und ehem. Friedhofsfläche HERIS-ID: 93640 Objekt-ID: 108699 | gegenüber Welser Straße 8 Standort KG: Marchtrenk | Der einschiffige Kirchenbau mit 5/8-Schluss und Eingangsturm besitzt einen spätgotischen Kern, der neugotisch erweitert wurde. Die bereits 1196 genannte Kirche wurde 1487 und 1489 geweiht und 1719 ausgebaut, Ende des 19. Jahrhunderts erfolgte die Erweiterung.                                          | BDA-Hist.: Q26214770 Status: § 2a Stand der BDA-Liste: 2025-06-30 Name: Friedhofskirche (ehem. Pfarrkirche) hl. Stephanus und ehem. Friedhofsfläche GstNr.: .16 |
| ja   | Datei hochladen | Kriegerdenkmal HERIS-ID: 99470 Objekt-ID: 115606                                                              | bei Welser Straße 14 Standort KG: Marchtrenk      | Die Kriegergedächtnisstätte westlich der Friedhofskirche erinnert an die Gefallenen der beiden Weltkriege und wurde 1923 nach einem Entwurf von Karl Lang errichtet. Die Steinsäule über hohem Sockel trägt eine Reiterstatue des Erzengel Gabriel, der eine Fackel schwingt.                                | BDA-Hist.: Q37774247 Status: § 2a Stand der BDA-Liste: 2025-06-30 Name: Kriegerdenkmal GstNr.: 110/2                                                            |
| ja   | Datei hochladen | Pfarrhof HERIS-ID: 94006 Objekt-ID: 109132                                                                    | Welser Straße 15 Standort KG: Marchtrenk          | Der freistehende Bau mit Schopfwalmdach wurde 1756 zum Benefiziatenhaus ausgebaut und 1904 vergrößert, wobei aus der Erweiterungszeit die späthistoristische Fassadengestaltung stammt. Die Gliederung der Fassade erfolgte mittels Nuten, Rieselputz, Lisenen, und Putzquaderung im Eckbereich.             | BDA-Hist.: Q37763333 Status: § 2a Stand der BDA-Liste: 2025-06-30 Name: Pfarrhof GstNr.: 136                                                                    |
| ja   | Datei hochladen | Ufermann-Kapelle HERIS-ID: 94001 Objekt-ID: 109126                                                            | gegenüber Mautstraße 8 Standort KG: Marchtrenk    | Die Uferkapelle in der Ortschaft Au westlich der Aubrücke besitzt einen rechteckigen Grundriss, ein schindelgedecktes Satteldach und einen Dachreiter mit Pyramidenhelm über der Giebelfront. Der Innenraum beherbergt einen neugotischen Altar.                                                             | BDA-Hist.: Q37763322 Status: § 2a Stand der BDA-Liste: 2025-06-30 Name: Ufermann-Kapelle GstNr.: 1054/2                                                         |